# A Teacher
A Teacher é um filme independente estadunidense de 2013, do gênero drama, sobre o relacionamento sexual ilícito de uma professora do ensino médio com um estudante que passa da paixão para a obsessão. É o primeiro longa-metragem dirigido por Hannah Fidell. As principais filmagens do filme aconteceram em Austin, Texas. O filme teve sua estreia no Festival de Cinema de Sundance de 2013 em 20 de janeiro de 2013. O filme foi lançado em vídeo sob demanda em 20 de agosto de 2013, antes de ser lançado em um lançamento limitado em 6 de setembro de 2013, nos Estados Unidos.

## Sinopse
O filme abre com Diana Watts (Lindsay Burdge), uma professora de inglês do ensino médio no subúrbio do Texas. Um dia, depois da escola, Diana está em um bar com sua colega de quarto, Sophia (Jennifer Prediger), que percebe que Diana continua enviando mensagens de texto para alguém chamado Eric. Ela provocativamente pergunta a Diana quem ele é e como ela o conheceu, ao que Diana simplesmente responde com um sorriso malicioso: "Eu o conheci na escola". Mais tarde, Diana é mostrada esperando em seu carro. Outro carro para e Eric Tull (Will Brittain), um de seus alunos, sai. Ele entra no carro de Diana, onde eles fazem sexo antes de partirem separadamente.
Na aula, Diana e Eric tentam se comportar normalmente a fim de esconder seu relacionamento, além de olhares furtivos um para o outro e encontrar tempo depois da aula para ficarem sozinhos. Embora Diana às vezes pareça nervosa com a possibilidade de alguém pegá-los, ela parece estar apaixonada por Eric e continua a vê-lo.
Um dia, alguns dos outros professores convidam Diana para tomar um drinque com eles depois da escola, mas ela recusa, dizendo que seu irmão está na cidade. É revelado que seu irmão deixou uma mensagem de voz para falar sobre sua mãe, e que ela "não pode continuar evitando isso". Ela conhece seu irmão, Hunter (Jonny Mars), mas assim que ele fala sobre o declínio da saúde de sua mãe, Diana fica emocionada e vai embora.
Algum tempo depois, Diana e Eric estão na cama juntos quando ela diz que está mais feliz em muito tempo. De volta a casa, Diana e Sophia discutem seus planos para o Dia de Ação de Graças. Sophia avidamente diz a Diana que deseja apresentá-la a alguns homens solteiros fofos, Rich (Cody Haltom) e Dan (Matthew Genitempo), em uma festa. Enquanto Sophia está falando, Diana vai até o banheiro para tirar uma foto de topless para enviar a Eric. Mais tarde, ela vai à festa com Sophia e conhece Rich e Dan, os quais ela acha desinteressantes. Ela dá uma desculpa para sair mais cedo da festa.
Após o feriado, Diana está almoçando na sala dos professores quando uma colega professora chamada Jessica (Julie Phillips) diz a ela que uma foto de um aluno sem camisa está circulando pela escola. Enquanto Jessica lamenta o quão descuidados os adolescentes podem ser, Diana percebe que a foto que ela enviou a Eric poderia ser espalhada com a mesma facilidade. Ela se encontra com Eric depois da escola no estacionamento e pede a ele para deletar a foto, o que ele faz. Eric se encontra com ela em outra ocasião e diz a ela que uma garota o convidou para o baile de Sadie Hawkins. Diana fica com ciúmes, mas Eric garante a ela que isso não significa nada e ele só vai com essa garota para que as coisas não pareçam suspeitas.
Mais tarde, Diana e Eric partem para uma escapadela de fim de semana no rancho de sua família. Na manhã seguinte, enquanto eles estavam fazendo sexo, o capataz do rancho, James (Don Hampton), chega à propriedade e, percebendo o carro de Eric, bate na porta. Diana corre para se esconder no banheiro enquanto Eric fala com James. Depois que James sai, Diana fica visivelmente abalada e pergunta a um indiferente Eric se James contará a seu pai. Eric diz a ela que não há nada para se preocupar, mas, insegura, Diana enfatiza que ela pode perder o emprego se eles forem descobertos. Ela diz a ele que eles deveriam suspender o relacionamento por um tempo e vai para a varanda ficar sozinha. Eric se junta a ela e tenta seduzi-la, eventualmente ficando áspero e agressivo. Ela o empurra com raiva.
Depois que eles voltaram para a escola, Diana pergunta a Eric um dia se eles podem conversar depois da aula. Ele chega à sala de aula dela, onde ela confessa que sente falta dele e o convida para vir mais tarde. Durante a conversa, Jessica entra na sala de aula e os interrompe acidentalmente. Diana tenta fingir que é uma reunião relacionada à escola.
Mais tarde, em sua casa, Diana e Eric começam a fazer sexo quando ela começa a se apresentar cada vez mais instável. Ela deixa de afastá-lo, dizendo que o que eles estão fazendo é errado, para se agarrar a ele e implorar para que fique. Frustrado com seu comportamento errático, Eric sai furioso assim que Sophia está voltando para casa. Sophia assiste em estado de choque enquanto Diana persegue Eric desesperadamente.
Diana imediatamente entra em seu carro e dirige até a casa de Eric, onde se senta do lado de fora em seu carro. Quando ele não atende suas ligações, ela liga para o telefone fixo de sua família. O pai de Eric (Chris Doubek) atende e quando ela pergunta por Eric, ele diz que é tarde e, presumindo que ela seja uma colega de classe, aconselha que ela fale com ele na escola no dia seguinte. Diana então se esgueira até a janela do quarto de Eric para tentar fazer com que ele fale com ela. Eric relutantemente vai para fora, onde ela suplicante diz a ele que eles podem "superar isso" e que, uma vez que ele fará faculdade na Universidade do Texas no ano seguinte, eles podem "ficar juntos". Eric rejeita seus avanços e seu pai sai para ver como ele está, fazendo com que Diana corra de volta para seu carro e vá embora.
Ela dirige até um motel e, assim que faz o check-in em um quarto, verifica seu correio de voz. Ela recebeu uma mensagem de um funcionário da escola dizendo que há um problema com um de seus alunos, Eric Tull, cujo pai está na escola, e é importante que ela ligue de volta imediatamente. O filme termina com Diana encolhida na cama, chorando ao perceber as repercussões de suas ações.[carece de fontes?]

## Elenco

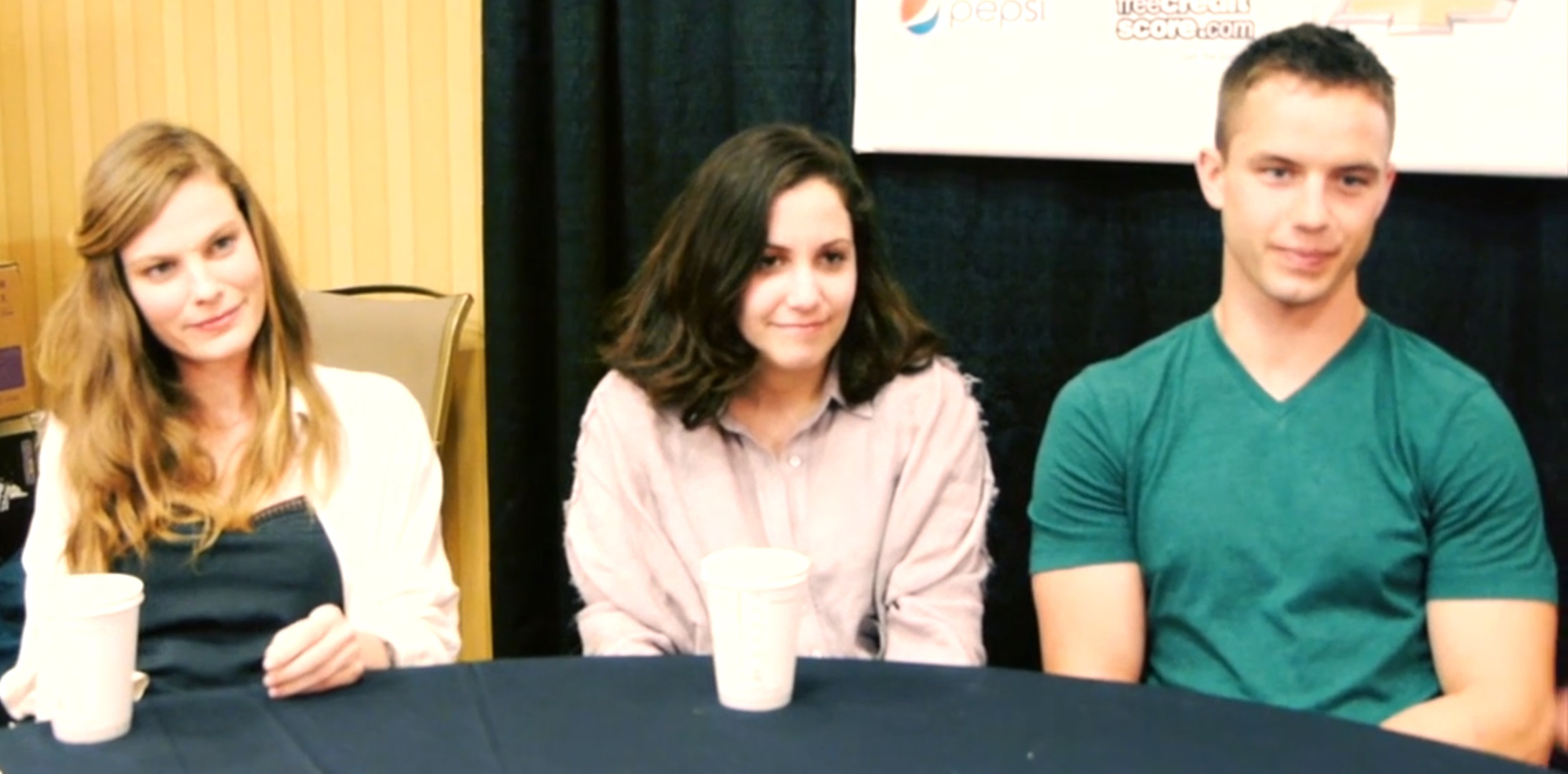
(da esquerda para a direita) Lindsay Burdge, Hannah Fidell, Will Brittain entrevistados no SXSW sobre A Teacher em 2013

- Lindsay Burdge como Diana Watts
- Will Brittain como Eric Tull
- Jennifer Prediger como Sophia
- Jonny Mars como Hunter Watts
- Julie Phillips como Jessica
- Matthew Genitempo como Dan
- Cody Haltom como Rich
- Lanie Overton como Lanie
- Chris Doubek como pai de Eric
- Don Hampton como James

## Lançamento
A Teacher estreou no Festival de Cinema de Sundance de 2013 em 20 de janeiro de 2013, e posteriormente foi exibido em festivais como SXSW Film Festival, Thessaloniki International Film Festival, Maryland Film Festival e Oldenburg International Film Festival. Ele foi adquirido para distribuição nos EUA pela Oscilloscope Laboratories. Na Holanda, foi distribuído pelo Film1 Sundance Channel. O filme foi lançado nos Estados Unidos por meio de vídeo sob demanda em 20 de agosto de 2013, antes de ser lançado em uma versão limitada em 6 de setembro de 2013.

## Desempenho de bilheteria
O filme foi lançado em um lançamento limitado em 6 de setembro de 2013 e arrecadou US$ 4.684 em 2 cinemas, ocupando a 87ª posição na parada de bilheteria. O filme teve uma receita bruta interna de US$ 8.348. O maior lançamento do filme foi em 6 cinemas.

## Adaptação de minissérie para televisão
Em fevereiro de 2014, foi revelado que A Teacher seria adaptado para a televisão pela HBO. Fidell escreveria e seria o produtor executivo da série junto com Danny Brocklehurst, o ex-showrunner da série de televisão britânica Shameless. Em agosto de 2018, foi anunciado que Kate Mara iria estrelar a série e servir como produtora executiva, enquanto Fidell também dirigiria a série, exibida na FX em vez da HBO. A minissérie foi lançada em FX on Hulu de 10 de novembro de 2020 a 29 de dezembro de 2020.

## Recepção

### Resposta crítica
O filme recebeu críticas mistas dos críticos de cinema. O site agregador de críticas Rotten Tomatoes deu ao filme 34% de 32 resenhas.

### Premiações
| Ano  | Prêmio                                        | Categoria                                         | Trabalho            | Resultado |
| ---- | --------------------------------------------- | ------------------------------------------------- | ------------------- | --------- |
| 2012 | Champs-Élysées Film Festival                  | US in Progress Official Selection                 | A Teacher           | Venceu    |
| 2013 | Pimedate Ööde Filmifestival                   | Melhor Filme Jovem                                | A Teacher           | Indicado  |
| 2013 | Festival Internacional de Cinema de Oldenburg | Prêmio da Independência Alemã - Prêmio do Público | Hannah Fidell       | Indicado  |
| 2013 | SXSW Film Festival                            | Prêmio Mulher Emergente                           | Hannah Fidell       | Venceu    |
| 2013 | Camerimage                                    | Melhor Estreia na Cinematografia                  | Andrew Droz Palermo | Indicado  |